# Michael Reisch
Michael Reisch (* 1964 in Aachen) ist ein bildender Künstler und Professor für Fotografie und Digitale Medien.

## Leben
Reisch studierte 1985 an der Stadsacademie voor toegepaste Kunsten Maastricht, von 1986 bis 1991 an der Gerrit Rietveld Academie, Amsterdam und absolvierte 1991 ein Gaststudium in der Fotoklasse der Kunstakademie Düsseldorf. Seit 2013 lehrt er als Professor für Fotografie und Digitale Medien an der Alanus Hochschule für Kunst und Gesellschaft, Bonn-Alfter.
Reisch ist Initiator und Kopf von darktaxa-project, einer »Arbeits- und Diskursplattform von Künstlern, die experimentell an der Schnittstelle von Fotografie und neuen digitalen bildgebenden Verfahren arbeiten.« Er lebt und arbeitet in Düsseldorf.

## Werk und Rezeption
Bereits seit den 1990er Jahren setzt sich Michael Reisch in seinen künstlerischen Arbeiten mit dem Verhältnis von Fotografie und Digitalität auseinander. In seinen frühen großformatigen Fotoarbeiten spielte nicht nur der fotografisch-abbildende Herstellungsprozess, sondern auch die digitale Bildbearbeitung eine entscheidende Rolle.
Reischs Werkentwicklung unterliegt daraufhin beständigen Transformationen: Von anfänglich digital bearbeiteten analogen Fotografien, deren Motive noch klar auf außerbildliche Elemente referenzieren, bis zur vollkommenen Abkehr von der kamerabasierten Fotografie.
Seit 2010 entstehen Reischs fotografiebasierte Arbeiten in vielschichtigen, miteinander verschränkten und aufeinander aufbauenden Arbeitsprozessen. Dabei entstehen verschiedene »Generationen von Bildern, Fotografien, Objekten und digitalen Ergebnissen«, die als Ausgangsmaterialien für weiterführende Arbeitsprozesse dienen. Für die anfänglich aus der digitalen, kameralosen Fotografie heraus entwickelten Bildresultate verwendet er zahlreiche digitale Werkzeuge, wie Bildbearbeitung, 3D-Druck und Künstliche Intelligenz. Auf diese Weise werden die rein ›maschinell‹ erzeugten Ergebnisse in die Gegenständlichkeit überführt und adressieren bild- sowie gesellschaftspolitische Zusammenhänge: »Hier […] beginnt die Fotografie ihre eigenen Motive zu generieren, sich ihrer zu bedienen und überführt sie […] einer Kritik und Revision.« Die kritische Untersuchung des fotografischen- und des fotografiebasierten Bildes unter digitalen Bedingungen ist Reischs Hauptanliegen. Seine medienreflexive künstlerische Arbeit wird vor allem in (post)digitalen Diskursen rezipiert.

### Werkgruppen

#### 0/ »Architekturen«(1991–2004)
In dieser Werkgruppe, stehen Bauwerke der 1970er Jahre im Vordergrund, die von dem Künstler mithilfe digitaler Bildbearbeitung von allen zivilisatorischen Spuren, wie solchen der Benutzung oder des Bewohnens befreit werden. Menschen und ihre Hinterlassenschaften in und um die Gebäude bleiben unsichtbar. Reisch schafft hier und auch in der darauffolgenden Werkgruppe 1/ fiktive Bilder von Architekturen und Landschaften, die jedoch auf Fotografien basieren, wodurch nie der vorstellbare Charakter realer Landschaften oder Architekturen gänzlich verlassen wird.

#### 1/ »Landscapes«(2002–2006) und 7/ »New Landscapes«(2007–2010)
In den seit 2002 entstanden Werkgruppen wendet sich Reisch dem Landschafts- und Naturbegriff zu. Eigens fotografierte Versatzstücke und Fragmente von Landschaften und Natur fügte er hierfür mithilfe digitaler Bildbearbeitung zu realistisch wirkenden, aber konstruierten großformatigen Bildern zusammen. Diese Werkgruppen, wie auch die »Architekturen« irritieren und stellen auf diese Weise sowohl das Motiv als auch ihre mediale Konstitution als Fotografie in Frage. Obwohl die erfundenen Terrains irritieren und die Betrachtenden in die Irre führen, erfolgt deren Konstruktion aus einem ursprünglichen Kontakt mit der Welt durch die Fotografie.

#### 8/, 14/, 15/, 17/, 20/ »Ohne Titel«/ »Untitled«(seit 2010)
In den seit 2010 entstandenen Werkgruppen widmet sich Reisch zunehmend der experimentellen Fotografie unter Verwendung neuer digitaler bildgebender Verfahren. Dabei kommen neben 3-D-Scanning und 3-D-Druck auch Künstliche Intelligenz, Machine Learning und Augmented Reality zum Einsatz. Die Arbeiten dieser Werkgruppen weisen keine fotografische Referenz im klassischen Sinne auf. Die Motive entstehen ausschließlich im digitalen Raum des Computers und bauen generativ aufeinander auf. Mithilfe der verwendeten Werkzeuge erstellt Reisch fotografisch-gegenständliche und abstrakt-konkrete Bilder und Objekte. Diese werden sowohl als »digital-physische Installationen (Phygitals)« etwa in Form von Video-Loops in Installationen präsentiert, als auch in Gestalt von Fotografie-ähnlichen KI-generierten Bildern in variablen Größen als Inkjet-Prints oder skulpturale Objekte ausgestellt.

#### »Trust in those who supposedly know - MURRAY, DONDIE, REBECCA«(seit 2023)
Diese mit generativer KI erstellte Werkgruppe thematisiert u. a. »zeitgenössische Post-Truth- und Ideologisierungs-Tendenzen vor dem Hintergrund aktueller KI-Technologien«. Dabei geht es um die Auseinandersetzung mit der durch diese Technologien möglichen Verwandlung von Bildern und Texten in alle erdenklichen Formen – unabhängig von Fakten. Die durch analog-digitale Transformationsprozesse entstandenen abstrakt-konkreten Formen und Bilder (u. a. mit Bildbearbeitungssoftware, 3D-Software, 3D-Druck und digitaler Fotografie) dienen Reisch als Input für weitere Arbeitsprozesse mit aktuellen KI-Tools. Er nutzt hierfür vor allem Diffusionsmodelle zur Bildsynthese (u. a. Image-to-Image-, Image-to-Video-Tools). Dabei werden die eingespeisten und zuvor selbst erzeugten Bilder mit gezielten Begriffen und Sätzen, sogenannte Prompts, beeinflusst. Auf diese Weise wird aus der Verschmelzung von Wort und Foto neues Bildmaterial generiert. Die erzeugten und zumeist ideologisch stark aufgeladenen Zusammenhänge bringen ganz neue Bedeutungsgruppen und Sinnzusammenhänge hervor.

## Stipendien
- 2007: Arbeitsstipendium der Stiftung Kunstfonds, Bonn
- 2002: Stipendium, Stiftung Kunst und Kultur des Landes NRW
- 1990: Artist in Residence, Fondation Cartier, Paris

## Einzelausstellungen (Auswahl)
- 2021: iPhone-series, Roland Barthes_AI, Galerie Falko Alexander, Köln
- 2018: Post-Photographic-Prototyping, Kunstverein Ruhr, Essen
- 2018: Present Progressive, Double Solo, Felix Ringel Galerie, Düsseldorf
- 2014: Michael Reisch, Scheublein + Bak, Zürich, Schweiz
- 2013: Selected Works, MKK Museum Kurhaus Kleve, Deutschland
- 2013: Bischoff/Weiss Gallery, London
- 2012: New Works, Peter Lav Gallery, Kopenhagen, Dänemark
- 2009: Kunstverein Region Heinsberg
- 2008: Kunsthalle Erfurt
- 2007: Scottish National Portrait Gallery, Edinburgh, Schottland
- 2007: Städtische Galerie Wolfsburg
- 2007: Landesgalerie am Landesmuseum Oberösterreich, Linz, Österreich
- 2006: Fotomuseum im Stadtmuseum, München

## Gruppenausstellungen (Auswahl)
- 2024: Welt anschauen Positionen der aktuellen Postfotografie und digitalen Bildkultur, Kunstsammlungen Chemnitz
- 2024: darktaxa-project: phtoograify, Projektbüro DFI e.V., Biennale for Visual and Sonic Media photo+, Düsseldorf
- 2023: darktaxa-project: the Regensburg-constellation, Internationales Festival Fotografischer Bilder, Regensburg
- 2023: darktaxa-project: Photography in Progress / Fragile Infrastrukturen, Kunsträume der Michael Horbach Stiftung, Internationale Photoszene Köln
- 2021: darktaxa-project: the Paris-constellation, Geste Paris
- 2021: How to win at Photography, Fotomuseum Winterthur, Schweiz
- 2021: ready ready made, Neuer Kunstverein Aschaffenburg
- 2021: Interleaving, Galerie Falko Alexander, Köln
- 2017: Beyond the Spere of Reproduction - Jenseits des Dokumentarischen, Städtische Galerie KUBUS, Hannover; Städtische Galerie Bietigheim-Bissingen; Städtische Galerie Iserlohn; WHITEBOX ART CENTER and Joy Art Museum, Peking; Galaxy Museum of Contemporary Art, Chongqing; Museum of Contemporary Art, Shenzhen, China
- 2017: Revision, Ständige Sammlung, Kunstmuseum Bonn
- 2015: against photography, Scheublein + Bak, Zürich
- 2015: Lichtbild und Datenbild, Museum Kulturspeicher Würzburg
- 2014: Reflexionen – Ästhetische Referenzen, Darmstädter Tage der Fotografie, Darmstadt, Germany
- 2012: Unbestimmtheitstellen, Kunstraum Alexander Bürkle, Freiburg
- 2011: Alpenlandschaft-Sehnsuchtsort und Bühne, Residenzgalerie, Salzburg, Österreich
- 2011: Section Romantic Camera, Permanent Collection, National Portrait Gallery, Edinburgh, Schottland
- 2011: Shifting Realities, Scheublein Fine Art, Zürich, Schweiz
- 2010: Realismus – Das Abenteuer der Wirklichkeit, Kunsthalle der Hypo-Kulturstiftung, Munich, Germany; Kunsthalle Emden; Kunsthal Rotterdam, Niederlande
- 2003: Modellierte Wirklichkeiten, Landesgalerie am Landesmuseum Oberösterreich Linz, Österreich
- 2002: Zwischen Konstruktion und Wirklichkeit, Landschaft in der zeitgenössischen deutschen Fotografie, Suermondt-Ludwig-Museum, Aachen
- 1996: … wie gemalt, Neuer Aachener Kunstverein

## Publikationen (Auswahl)
- 2023: Expect the unexpected: aktuelle Konzepte für Fotografie, Ausst. Kat. Kunstmuseum Bonn, hg. v. Michael Reisch, Barbara J. Scheuermann, Bonn, ISBN 978-3-943676-19-8.
- 2021: darktaxa-project: noPublication, Verlag der Buchhandlung Walther und Franz König, ISBN 978-3-7533-0093-1.
- 2020: noManifesto, mit darktaxa-project, Selbstverlag.
- 2019: Ohne Titel / Untitled, double-publication, Selbstverlag.
- 2013: Selected Works, monograph/Monographie, 96 pages/Seiten, Kerber Publishing House, Berlin, Germany, ISBN 978-3-86678-903-6
- 2010: New Landscapes, monograph/monographie, 100 pages/Seiten, Hatje Cantz Publishers, Ostfildern, Germany, ISBN 978-3-7757-2635-1
- 2006: Michael Reisch, monograph/monographie, 124 pages/Seiten, Hatje Cantz Publishers, Ostfildern, Germany, ISBN 3-7757-1848-6, ISBN 978-3-7757-1848-6
- 2005: Michael Reisch – Fotografie, Raum für Kunst, Aachen.
- 2001: Michael Reisch, Räume für neue Kunst, Wuppertal.

## Werke in Sammlungen (Auswahl)
- EON AG, Germany
- Fotomuseum Winterthur, Switzerland
- Kunstmuseum Bonn, Germany
- Kunstraum Alexander Bürkle / Ege Kunst- und Kulturstiftung, Freiburg, Germany
- LACMA, Los Angeles County Museum of Art, USA
- Museum Kurhaus, Kleve, Germany
- National Galleries Edinburgh, Scotland/UK
- Novo Nordisk Collection, Denmark
- REHA Suisse, Switzerland
- Sammlung Peter C. Ruppert, Museum Kulturspeicher, Würzburg, Germany
- Städtische Galerie Wolfsburg, Germany
- Swedish County Council, Sweden
- HSBC Trinkaus & Burkhardt, Germany
- UBS, Switzerland
- West-LB, Germany
- Sowie in zahlreichen internationalen Privatsammlungen